# آنیپمزا
آنیپمزا (به ارمنی: Անիպեմզա) یک روستا در ارمنستان است که در استان شیراک واقع شده‌است. در ۴۹ کیلومتری جنوب غربی گیومری، مرکز استان شیراک واقع شده‌است.

## خصوصیات
آنیپمزا ۵۲۳ نفر جمعیت دارد و در ارتفاع ۱۴۲۵ متر بالاتر از سطح دریا قرار گرفته‌است.

## جاذبه‌های تاریخی

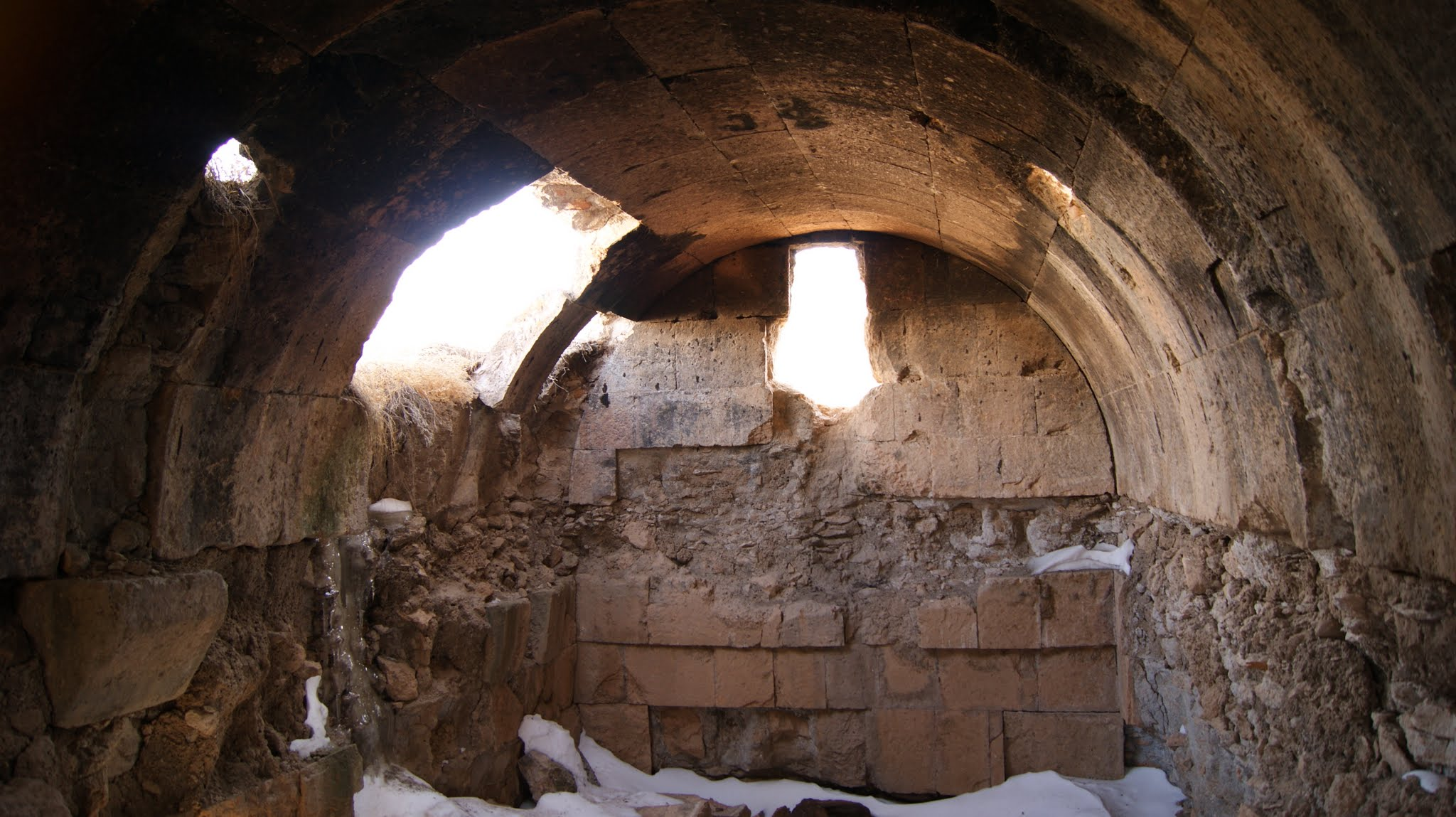
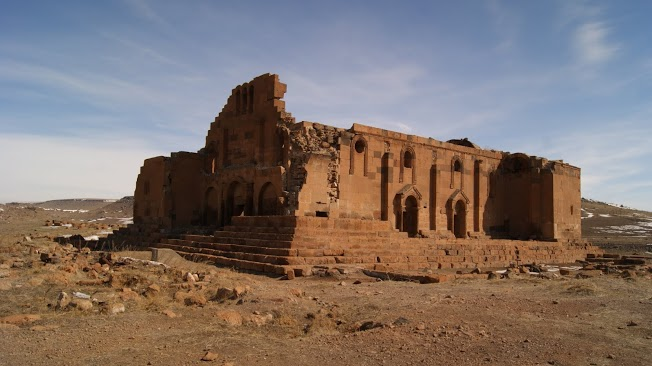
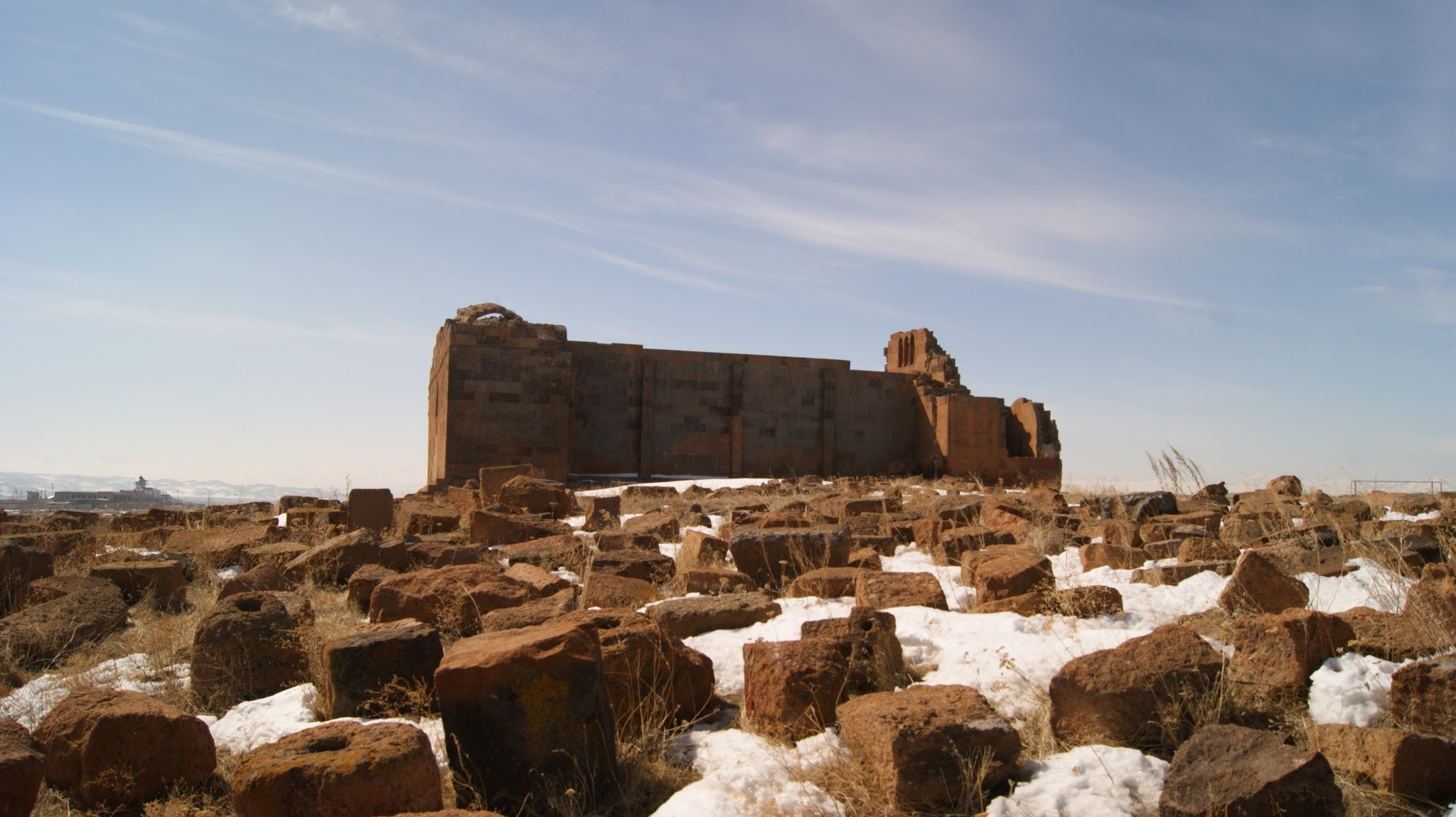
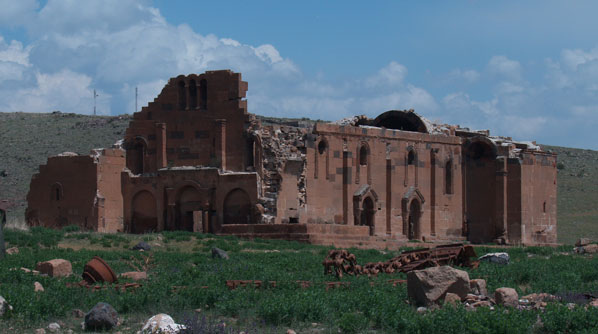
ویران‌های باسیلیکای یریرویکی در آنیپمزا
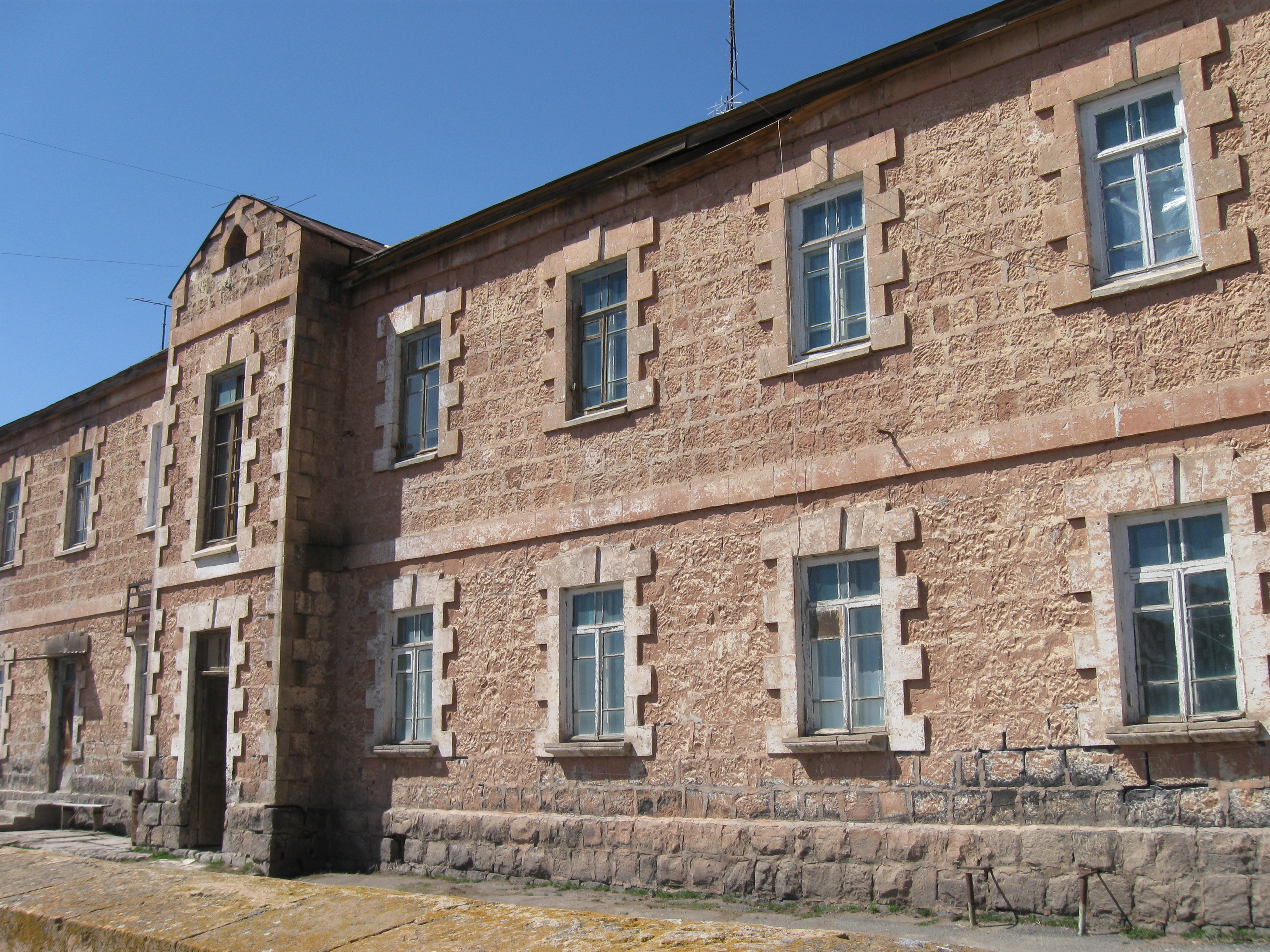